# Eduardo Mário Tavares
Eduardo Mário Tavares (Itajaí, 20 de outubro de 1919 - São José dos Pinhais, 7 de junho de 1978) foi o primeiro diácono permanente da Igreja Católica Apostólica Romana do Brasil, ordenado por Dom Afonso Niehues, em 3 de fevereiro de 1969, na esteira das aplicações do Concílio Ecumênico Vaticano II, que havia restaurado o diaconato permanente. Era também funcionário público, professor e poeta, tendo sido autor das letras do antigo hino de Blumenau e do hino de Brusque. Faleceu em um acidente de carro, na estrada para Curitiba juntamente com sua esposa Maria de Lourdes Capella Tavares.